# Келкув
Келкув (пол. Kiełków) — село в Польщі, у гміні Пшецлав Мелецького повіту Підкарпатського воєводства.
Населення — 835 осіб (2011).
У 1975-1998 роках село належало до Ряшівського воєводства.

## Демографія
Демографічна структура станом на 31 березня 2011 року:
|          | Загалом | Допрацездатний вік | Працездатний вік | Постпрацездатний вік |
| -------- | ------- | ------------------ | ---------------- | -------------------- |
| Чоловіки | 404     | 94                 | 274              | 36                   |
| Жінки    | 431     | 91                 | 247              | 93                   |
| Разом    | 835     | 185                | 521              | 129                  |